# New Delhi
New Delhi (phiên âm: "Niu Đê-li", phát âm tiếng Anh: /ˌnjuː ˈdɛli/ ⓘ, tiếng Hindi: [ˈnəi ˈdɪlːi]) là một trong 11 quận của Delhi, đóng vai trò là thủ đô của Ấn Độ và là trụ sở của cả ba nhánh của Chính phủ Ấn Độ.
George V đặt viên đá nền tảng cho thành phố tại lễ đăng cơ năm 1911. Thành phố do các kiến trúc sư người Anh thiết kế, cụ thể là Edwin Lutyens và Herbert Baker. Thủ đô mới được Phó vương Ấn Độ Edward Wood khánh thành vào ngày 13 tháng 2 năm 1931,.
Mặc dù về thông tục Delhi và New Delhi là các danh xưng được sử dụng thay thế cho nhau để chỉ phạm vi quyền hạn của Lãnh thổ Thủ đô Quốc gia Delhi (NCT), song chúng là các thực thể riêng biệt, do New Delhi là một bộ phận nhỏ của Delhi. Vùng thủ đô quốc gia là một thực thể lớn hơn nhiều bao gồm toàn bộ NCT cùng với các quận liền kề ở các bang lân cận.
New Delhi được chọn làm một trong hàng trăm thành phố tại Ấn Độ phát triển thành thành phố thông minh theo dự án của Thủ tướng Narendra Modi.

## Lịch sử

### Thành lập

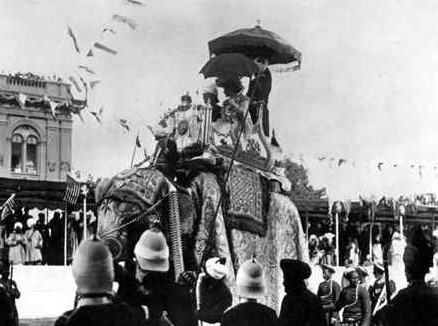
Lord Curzon và Lady Curzon đến Delhi Durbar, 1903.

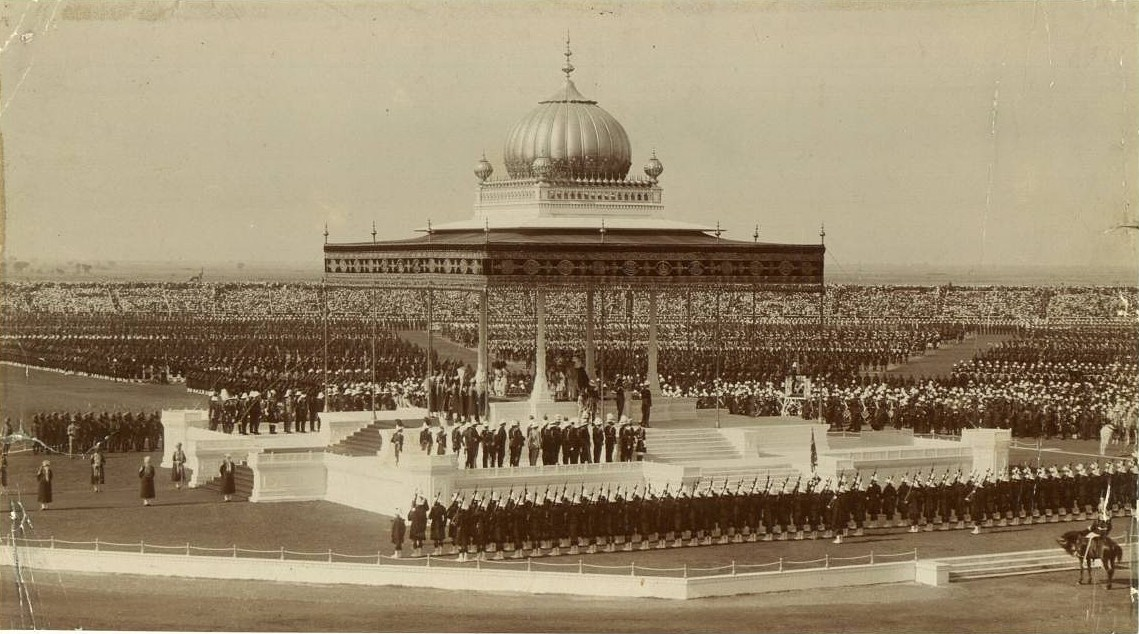
Buổi tiếp kiến Delhi năm 1911, Quốc vương George V và Vương hậu Mary ngồi trên đài.

Calcutta (nay là Kolkata) là thủ đô của Ấn Độ thời Raj thuộc Anh, cho đến tháng 12 năm 1911. Calcutta đã trở thành trung tâm của các phong trào dân tộc kể từ cuối thế kỷ XIX, dẫn đến phong trào Phân vùng của Bengal bởi Viceroy của chính quyền Anh ở Ấn Độ, Lord Curzon. Điều này tạo ra sự bùng nổ chính trị và tôn giáo lớn bao gồm các vụ ám sát chính trị của các quan chức Anh ở Calcutta. Tình cảm chống thực dân trong cộng đồng đã dẫn đến việc tẩy chay hoàn toàn hàng hóa của Anh, khiến chính quyền thực dân phải thống nhất lại Bengal và ngay lập tức chuyển thủ đô đến New Delhi.
Delhi trong quá khứ từng đóng vai trò là trung tâm chính trị và tài chính của một số đế quốc thời Ấn Độ cổ đại và của Vương quốc Hồi giáo Delhi, đặc biệt là thủ đô của Đế quốc Mogul từ năm 1649 đến năm 1857. Đầu thập niên 1900, có một đề xuất cho chính quyền Anh về việc dời thủ đô của Đế quốc Ấn Độ thuộc Anh từ Calcutta tại bờ biển phía đông đến Delhi. Chính phủ Ấn Độ thuộc Anh cảm thấy rằng sẽ dễ dàng hơn về hậu cần khi cai quản Ấn Độ từ Delhi vì nó có vị trí tại trung tâm của miền bắc Ấn Độ. Vùng đất để xây dựng thành phố mới Delhi thu được theo Đạo luật Trưng dựng Đất 1894.
Ngày 12 tháng 12 năm 1911, trong Buổi tiếp kiến Delhi, George V với thân phận Hoàng đế Ấn Độ cùng với phu nhân là Mary tuyên bố rằng thủ đô của Đế quốc chuyển từ Calcutta đến Delhi, trong khi đặt viên đá nền tảng cho dinh thự của phó vương tại Coronation Park, Kingsway Camp.
Viên đá nền tảng của New Delhi được hai người đặt tại địa điểm diễn ra Buổi tiếp kiến Delhi tại Kingsway Camp vào ngày 15 tháng 12 năm 1911, trong chuyến công du của họ. Phần lớn New Delhi do Edwin Lutyens và Herbert Baker đặt kế hoạch, họ là các kiến trúc sư người Anh hàng đầu thế kỷ 20. Hợp đồng được trao cho nhà thầu Sobha Singh. Công tác xây dựng thực sự bắt đầu sau Chiến tranh thế giới thứ nhất và hoàn thành vào năm 1931. Thanh phố sau đó được gán tên là "Delhi của Lutyens" và được Phó vương Edward Wood khánh thành trong loạt buổi lễ từ ngày 10 tháng 2 năm 1931. Lutyens thiết kế khu vực hành chính trung tâm của thành phố như một chứng tích cho khát vọng đế quốc của Anh.

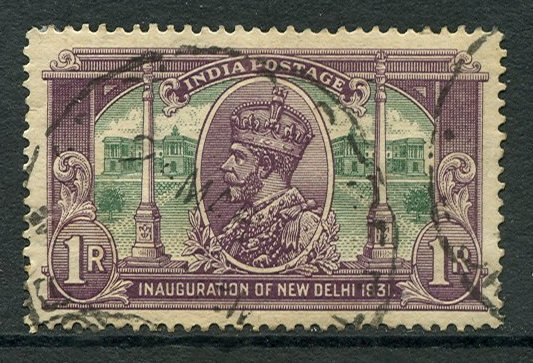
Loạt tem bưu chính năm 1931 đã tổ chức lễ khánh thành New Delhi với tư cách là trụ sở của chính phủ. Con tem một rupee cho thấy George V với "Tòa nhà Ban thư ký" và Cột Dominion

Ngay sau đó Lutyens bắt đầu cân nhắc đến các địa điểm khác, Ủy ban Kế hoạch Delhi Town lập kế hoạch thủ đô đế quốc mới, do George Swinton làm chủ tịch và John A. Brodie cùng Lutyens làm thành viên, trình báo cáo về cả hai địa điểm Bắc và Nam. Tuy nhiên, nó bị Phó vương bác bỏ do chi phí. Trục trung tâm của New Delhi nay nằm về phía đông của cổng Ấn Độ trước đó được dự tính là trục bắc-nam liên kết Dinh Phó vương ở một đầu đến Paharganj tại đầu kia. Trong những năm đầu của dự án, nhiều du khách cho rằng đó là một cổng từ Trái Đất đến Thiên đường. Cuối cùng, do không gian hạn chế và hiện diện một lượng lớn địa điểm di sản tại phía bắc, ủy ban quyết định tại điểm phía Nam. Một điểm trên đồi Raisina được chọn để xây Rashtrapati Bhawan, khi đó gọi là Dinh Phó vương. Nguyên nhân của sự lựa chọn này là đồi nằm trực diện với thành Dinapanah, vốn cũng được xem như địa điểm kinh đô Indraprastha cổ đại. Sau đó, viên đá nền tảng được chuyển từ địa điểm Buổi tiếp kiến Delhi năm 1911-1912 để gắn vào tường của sân trước Tòa nhà Thư ký. Rajpath, còn gọi là King's Way, trải dài từ cổng Ấn Độ đến Rashtrapati Bhawan. Tòa nhà Thư ký có hai khối nằm bên sườn Rashtrapati Bhawan và là nơi làm việc của các bộ trưởng trong Chính phủ Ấn Độ, nó và trụ sở của Nghị viện đều do Herbert Baker thiết kế, nằm trên phố Sansad Marg.
Tại phía nam, vùng đất cho đến lăng mộ Safdarjung được dành cho hình thành nơi mà nay gọi là Lutyens' Bungalow Zone. Trước khi có thể bắt đầu xây dựng trên các chỏm đá của đồi Raisina, một đường sắt vòng quanh Tòa nhà Hội đồng (nay là Tòa nhà Nghị viện) mang tên Imperial Delhi Railway, được xây dựng để vận chuyển vật liệu và nhân công xây dựng trong vòng hai mươi năm sau đó. Trở ngại cuối cùng là tuyến đường sắt Agra-Delhi do cắt ngay qua địa điểm được đánh dấu để xây Đài kỷ niệm Chiến tranh Toàn Ấn có hình lục giác (cổng Ấn Độ) và Kingsway (Rajpath), vấn đề là do Ga Delhi cũ khi đó phục vụ toàn bộ thành phố. Tuyến đường được chuyển sang chạy dọc sông Yamuna, và bắt đầu hoạt động vào năm 1924. Ga đường sắt New Delhi khánh thành vào năm 1926 với một sân ga duy nhất tại cổng Ajmeri gần Paharganj. Do quá trình xây dựng Dinh Phó vương (nay là Rashtrapati Bhavan), Tòa nhà Thư ký Trung tâm, Tòa nhà Nghị viện, và Đài tưởng niệm chiến tranh Toàn Ấn (cổng Ấn Độ) thoải mái về thời gian, công trình xây dựng một khu mua sắm và một quảng trường mới, Connaught Place, bắt đầu vào năm 1929 và hoàn thành vào năm 1933. Công trình được đặt tên theo Hoàng tử Arthur, Công tước xứ Connaught (1850–1942), và do Robert Tor Russell thiết kế, kiến trúc sư trưởng của Ban Công trình Công cộng (PWD).
Sau khi thủ đô Ấn Độ chuyển đến Delhi, một tòa nhà thư ký tạm thời được xây dựng trong một vài tháng vào năm 1912 tại Bắc Delhi. Hầu hết quan chức chính phủ của thủ đô mới chuyển đến đây từ 'Old secretariat' tại Old Delhi (tòa nhà nay là trụ sở của Hội đồng Lập pháp Delhi), một thập niên trước khi thủ đô mới khánh thành vào năm 1931. Nhiều nhân công được đưa đến thủ đô mới từ các nơi xa tại Ấn Độ như bang Bengal và bang Madras. Sau đó, nhà ở cho họ phát triển quanh khu vực Gole Market trong thập niên 1920. Xây dựng trong thập niên 1940 để làm nơi ở cho các nhân viên chính phủ, với các bungalow (nhà gỗ một tầng) cho quan chức cao cấp tại khu vực Lodhi Estate lân cận, Lodhi colony gần Lodhi Gardens lịch sử, là khu nhà ở cuối cùng được xây dựng trong thời Anh thuộc.

### Hậu độc lập

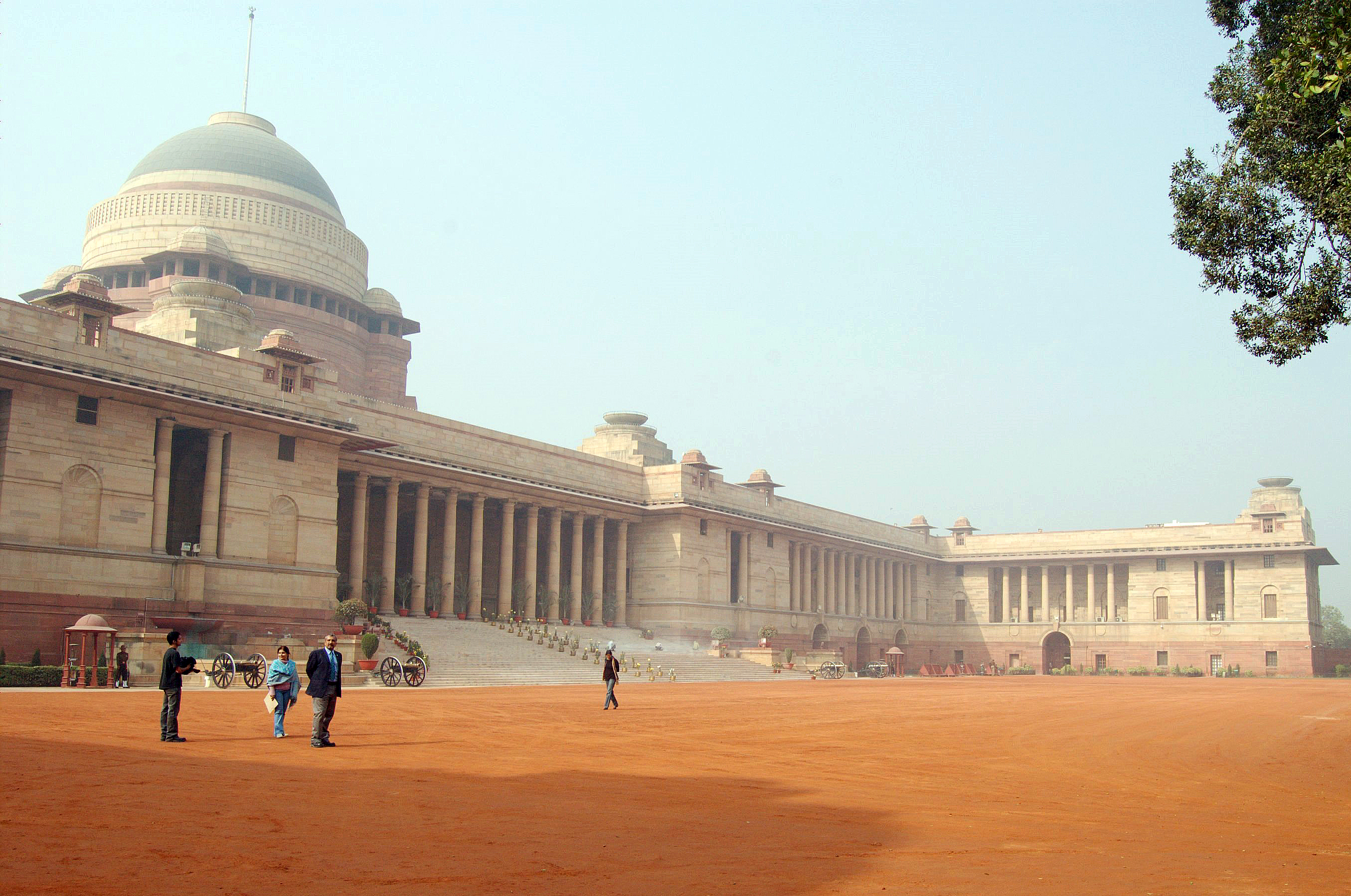
Rashtrapati Bhavan là trụ sở của Tổng thống Ấn Độ.

Sau khi Ấn Độ giành độc lập vào năm 1947, New Delhi được ban cho quyền tự trị hạn chế và do một ủy viên trưởng quản lý, người này do chính phủ Ấn Độ bổ nhiệm. Năm 1956, Delhi được chuyển thành lãnh thổ liên bang và cuối cùng ủy viên trưởng được thay bằng phó thống đốc. Đạo luật Hiến pháp năm 1991 bày tỏ rằng Lãnh thổ Liên bang Delhi chính thức được gọi là Lãnh thổ Thủ đô Quốc gia Delhi. Một hệ thống được triển khai mà theo đó chính phủ tuyển cử được trao quyền lực lớn, ngoại trừ pháp luật và sắc lệnh vẫn thuộc về chính phủ trung ương. Việc thi hành thực tế pháp luật đến vào năm 1993.
Lần mở rộng lớn đầu tiên của New Delhi ra ngoài Lutyens' Delhi là trong thập niên 1950 khi Ban Công trình Công cộng Trung ương (CPWD) phát triển một khu vực đất lớn ở phía tây nam của Lutyens' Delhi nhằm hình thành khu ngoại giao tách rời Chanakyapuri, đất tại đây được giao cho các đại sứ quán, cao ủy và dinh thự của các đại sứ, quanh đại lộ Shanti Path.

## Địa lý
New Delhi có diện tích là 42,7 km2 (16,5 dặm vuông Anh), là một bộ phận nhỏ của khu vực đô thị Delhi. Do thành phố nằm trên đồng bằng Ấn-Hằng, nên có ít khác biệt về độ cao trên địa bàn. New Delhi và các khu vực xung quanh từng là bộ phận của dãy núi Aravalli; những gì còn lại của dãy núi này là rặng Delhi, nơi này còn được gọi là lá phổi của Delhi. New Delhi nằm trên bãi bồi của sông Yamuna, song về cơ bản nó là một thành phố nội lục. Phía đông của sông là một khu vực đô thị Shahdara. New Delhi nằm trong đới địa chấn IV, do vậy có thể bị động đất tấn công.

### Địa chấn
New Delhi nằm trên một số đường nứt gãy và do đó từng trải qua các trận động đất thường xuyên, dù hầu hết có cường độ nhẹ. Tuy nhiên, số trận động đất trong những năm gần đây tăng đột ngột, đáng chú ý nhất là trận động đất có cường độ 5,4 vào năm 2015 có tâm chấn tại Nepal, trận động đất 4,7 độ richter vào ngày 25 tháng 11 năm 2007, trận động đất mạnh 4,2 độ vào ngày 7 tháng 9 năm 2011, trận động đất 5,2 độ richter vào ngày 5 tháng 3 năm 2012 và một trận động đất gồm 12 trận động đất, bao gồm bốn cường độ 2,5, 2,8, 3,1 và 3,3, vào ngày 12 tháng 11 năm 2013.

### Khí hậu
New Delhi có khí hậu cận nhiệt đới ẩm chịu ảnh hưởng của gió mùa (Köppen Cwa) với biến động cao giữa mùa hè và mùa đông về cả nhiệt độ và lượng mưa. Nhiệt độ biến động từ 46 °C (115 °F) vào mùa hè đến khoảng 0 °C (32 °F) vào mùa đông. Kiểu khí hậu cận nhiệt đới ẩm tại khu vực có sự khác biệt đáng chú ý với nhiều thành phố khác có phân loại khí hậu tương tự do có mùa hè kéo dài và rất nóng kèm theo những cơn bão cát; mùa đông tương đối khô và ôn hòa nhưng đôi khi có thể rất lạnh, với sương khói dày đặc phát ra từ những đám cháy rừng lân cận cùng với một thời kỳ gió mùa khác. Mùa hè kéo dài từ đầu tháng 4 đến tháng 10, gió mùa xuất hiện vào giữa mùa hè. Mùa đông bắt đầu từ tháng 11 và đạt đỉnh vào tháng 1. Nhiệt độ trung bình năm là khoảng 25 °C (77 °F); nhiệt độ trung bình tháng dao động từ 14 đến 34 °C (57 đến 93 °F). Nhiệt độ cao nhất từng ghi nhận được tại New Delhi là 48,4 °C (119,1 °F) vào ngày 28 tháng 6 năm 1883 trong khi nhiệt độ thấp nhất từng ghi nhận được là −2,2 °C (28,0 °F) vào ngày 11 tháng 1 năm 1967, đều đo tại sân bay Palam. Lượng mưa bình quân năm là 784 milimét (30,9 in), hầu hết là trong mùa gió mùa vào tháng 7 và tháng 8.
| Dữ liệu khí hậu của New Delhi (Safdarjung) 1981–2010                      | Dữ liệu khí hậu của New Delhi (Safdarjung) 1981–2010 | Dữ liệu khí hậu của New Delhi (Safdarjung) 1981–2010 | Dữ liệu khí hậu của New Delhi (Safdarjung) 1981–2010 | Dữ liệu khí hậu của New Delhi (Safdarjung) 1981–2010 | Dữ liệu khí hậu của New Delhi (Safdarjung) 1981–2010 | Dữ liệu khí hậu của New Delhi (Safdarjung) 1981–2010 | Dữ liệu khí hậu của New Delhi (Safdarjung) 1981–2010 | Dữ liệu khí hậu của New Delhi (Safdarjung) 1981–2010 | Dữ liệu khí hậu của New Delhi (Safdarjung) 1981–2010 | Dữ liệu khí hậu của New Delhi (Safdarjung) 1981–2010 | Dữ liệu khí hậu của New Delhi (Safdarjung) 1981–2010 | Dữ liệu khí hậu của New Delhi (Safdarjung) 1981–2010 | Dữ liệu khí hậu của New Delhi (Safdarjung) 1981–2010 |
| Tháng                                                                     | 1                                                    | 2                                                    | 3                                                    | 4                                                    | 5                                                    | 6                                                    | 7                                                    | 8                                                    | 9                                                    | 10                                                   | 11                                                   | 12                                                   | Năm                                                  |
| ------------------------------------------------------------------------- | ---------------------------------------------------- | ---------------------------------------------------- | ---------------------------------------------------- | ---------------------------------------------------- | ---------------------------------------------------- | ---------------------------------------------------- | ---------------------------------------------------- | ---------------------------------------------------- | ---------------------------------------------------- | ---------------------------------------------------- | ---------------------------------------------------- | ---------------------------------------------------- | ---------------------------------------------------- |
| Cao kỉ lục °C (°F)                                                        | 30.0 (86.0)                                          | 34.1 (93.4)                                          | 40.6 (105.1)                                         | 45.6 (114.1)                                         | 47.2 (117.0)                                         | 48.7 (119.7)                                         | 45.0 (113.0)                                         | 42.0 (107.6)                                         | 40.6 (105.1)                                         | 39.4 (102.9)                                         | 36.1 (97.0)                                          | 29.3 (84.7)                                          | 48.7 (119.7)                                         |
| Trung bình ngày tối đa °C (°F)                                            | 20.5 (68.9)                                          | 23.9 (75.0)                                          | 29.6 (85.3)                                          | 36.3 (97.3)                                          | 39.5 (103.1)                                         | 39.2 (102.6)                                         | 35.4 (95.7)                                          | 34.1 (93.4)                                          | 34.1 (93.4)                                          | 32.8 (91.0)                                          | 28.2 (82.8)                                          | 23.1 (73.6)                                          | 31.4 (88.5)                                          |
| Trung bình ngày °C (°F)                                                   | 13.9 (57.0)                                          | 17.6 (63.7)                                          | 22.9 (73.2)                                          | 29.1 (84.4)                                          | 32.7 (90.9)                                          | 33.3 (91.9)                                          | 31.5 (88.7)                                          | 30.4 (86.7)                                          | 29.6 (85.3)                                          | 26.2 (79.2)                                          | 20.5 (68.9)                                          | 15.6 (60.1)                                          | 25.3 (77.5)                                          |
| Tối thiểu trung bình ngày °C (°F)                                         | 7.6 (45.7)                                           | 10.4 (50.7)                                          | 15.6 (60.1)                                          | 21.3 (70.3)                                          | 25.8 (78.4)                                          | 27.9 (82.2)                                          | 27.4 (81.3)                                          | 26.6 (79.9)                                          | 25.0 (77.0)                                          | 19.1 (66.4)                                          | 12.9 (55.2)                                          | 8.3 (46.9)                                           | 19.0 (66.2)                                          |
| Thấp kỉ lục °C (°F)                                                       | −0.6 (30.9)                                          | 1.6 (34.9)                                           | 4.4 (39.9)                                           | 10.7 (51.3)                                          | 15.2 (59.4)                                          | 18.9 (66.0)                                          | 20.3 (68.5)                                          | 20.7 (69.3)                                          | 17.3 (63.1)                                          | 9.4 (48.9)                                           | 3.9 (39.0)                                           | 1.1 (34.0)                                           | −0.6 (30.9)                                          |
| Lượng mưa trung bình mm (inches)                                          | 19.3 (0.76)                                          | 22.1 (0.87)                                          | 15.9 (0.63)                                          | 13.0 (0.51)                                          | 31.5 (1.24)                                          | 82.2 (3.24)                                          | 187.3 (7.37)                                         | 232.5 (9.15)                                         | 129.8 (5.11)                                         | 14.3 (0.56)                                          | 4.9 (0.19)                                           | 9.4 (0.37)                                           | 762.3 (30.01)                                        |
| Số ngày mưa trung bình                                                    | 1.3                                                  | 1.8                                                  | 1.6                                                  | 1.2                                                  | 2.5                                                  | 4.6                                                  | 9.4                                                  | 9.8                                                  | 5.5                                                  | 1.0                                                  | 0.5                                                  | 0.9                                                  | 40.1                                                 |
| Độ ẩm tương đối trung bình (%)                                            | 63                                                   | 55                                                   | 47                                                   | 34                                                   | 33                                                   | 46                                                   | 70                                                   | 73                                                   | 62                                                   | 52                                                   | 55                                                   | 62                                                   | 54                                                   |
| Số giờ nắng trung bình tháng                                              | 214.6                                                | 216.1                                                | 239.1                                                | 261.0                                                | 263.1                                                | 196.5                                                | 165.9                                                | 177.0                                                | 219.0                                                | 269.3                                                | 247.2                                                | 215.8                                                | 2.684,6                                              |
| Nguồn 1: India Meteorological Department (record high and low up to 2010) |                                                      |                                                      |                                                      |                                                      |                                                      |                                                      |                                                      |                                                      |                                                      |                                                      |                                                      |                                                      |                                                      |
| Nguồn 2: NOAA (extremes, sun and humidity, 1971–1990)                     |                                                      |                                                      |                                                      |                                                      |                                                      |                                                      |                                                      |                                                      |                                                      |                                                      |                                                      |                                                      |                                                      |

| Climate data for New Delhi (Indira Gandhi International Airport, Palam) 1971–2020, cực đoan 1956–nay | Climate data for New Delhi (Indira Gandhi International Airport, Palam) 1971–2020, cực đoan 1956–nay | Climate data for New Delhi (Indira Gandhi International Airport, Palam) 1971–2020, cực đoan 1956–nay | Climate data for New Delhi (Indira Gandhi International Airport, Palam) 1971–2020, cực đoan 1956–nay | Climate data for New Delhi (Indira Gandhi International Airport, Palam) 1971–2020, cực đoan 1956–nay | Climate data for New Delhi (Indira Gandhi International Airport, Palam) 1971–2020, cực đoan 1956–nay | Climate data for New Delhi (Indira Gandhi International Airport, Palam) 1971–2020, cực đoan 1956–nay | Climate data for New Delhi (Indira Gandhi International Airport, Palam) 1971–2020, cực đoan 1956–nay | Climate data for New Delhi (Indira Gandhi International Airport, Palam) 1971–2020, cực đoan 1956–nay | Climate data for New Delhi (Indira Gandhi International Airport, Palam) 1971–2020, cực đoan 1956–nay | Climate data for New Delhi (Indira Gandhi International Airport, Palam) 1971–2020, cực đoan 1956–nay | Climate data for New Delhi (Indira Gandhi International Airport, Palam) 1971–2020, cực đoan 1956–nay | Climate data for New Delhi (Indira Gandhi International Airport, Palam) 1971–2020, cực đoan 1956–nay | Climate data for New Delhi (Indira Gandhi International Airport, Palam) 1971–2020, cực đoan 1956–nay |
| Tháng                                                                                                | 1 | 2 | 3 | 4 | 5 | 6 | 7 | 8 | 9 | 10                                                                                                   | 11                                                                                                   | 12                                                                                                   | Năm                                                                                                  |
| --- | --- | --- | --- | --- | --- | --- | --- | --- | --- | --- | --- | --- | --- |
| Cao kỉ lục °C (°F)                                                                                   | 31.0 (87.8)                                                                                          | 35.7 (96.3)                                                                                          | 41.3 (106.3)                                                                                         | 45.3 (113.5)                                                                                         | 48.4 (119.1)                                                                                         | 48.0 (118.4)                                                                                         | 45.7 (114.3)                                                                                         | 43.2 (109.8)                                                                                         | 40.8 (105.4)                                                                                         | 40.7 (105.3)                                                                                         | 36.4 (97.5)                                                                                          | 30.4 (86.7)                                                                                          | 48.4 (119.1)                                                                                         |
| Trung bình tối đa °C (°F)                                                                            | 26.1 (79.0)                                                                                          | 29.5 (85.1)                                                                                          | 36.4 (97.5)                                                                                          | 42.6 (108.7)                                                                                         | 45.3 (113.5)                                                                                         | 44.9 (112.8)                                                                                         | 40.9 (105.6)                                                                                         | 38.2 (100.8)                                                                                         | 37.8 (100.0)                                                                                         | 36.8 (98.2)                                                                                          | 32.7 (90.9)                                                                                          | 27.4 (81.3)                                                                                          | 45.3 (113.5)                                                                                         |
| Trung bình ngày tối đa °C (°F)                                                                       | 19.9 (67.8)                                                                                          | 24.1 (75.4)                                                                                          | 30.0 (86.0)                                                                                          | 37.1 (98.8)                                                                                          | 40.7 (105.3)                                                                                         | 39.6 (103.3)                                                                                         | 36.0 (96.8)                                                                                          | 34.5 (94.1)                                                                                          | 34.4 (93.9)                                                                                          | 33.3 (91.9)                                                                                          | 28.3 (82.9)                                                                                          | 22.7 (72.9)                                                                                          | 31.7 (89.1)                                                                                          |
| Trung bình ngày °C (°F)                                                                              | 13.3 (55.9)                                                                                          | 17.6 (63.7)                                                                                          | 23.4 (74.1)                                                                                          | 29.8 (85.6)                                                                                          | 33.6 (92.5)                                                                                          | 33.5 (92.3)                                                                                          | 31.2 (88.2)                                                                                          | 30.2 (86.4)                                                                                          | 29.8 (85.6)                                                                                          | 26.6 (79.9)                                                                                          | 20.7 (69.3)                                                                                          | 14.8 (58.6)                                                                                          | 25.4 (77.7)                                                                                          |
| Tối thiểu trung bình ngày °C (°F)                                                                    | 7.3 (45.1)                                                                                           | 10.6 (51.1)                                                                                          | 15.4 (59.7)                                                                                          | 21.7 (71.1)                                                                                          | 26.4 (79.5)                                                                                          | 27.9 (82.2)                                                                                          | 27.4 (81.3)                                                                                          | 26.4 (79.5)                                                                                          | 24.9 (76.8)                                                                                          | 19.9 (67.8)                                                                                          | 13.7 (56.7)                                                                                          | 9.0 (48.2)                                                                                           | 19.2 (66.6)                                                                                          |
| Trung bình tối thiểu °C (°F)                                                                         | 3.6 (38.5)                                                                                           | 6.2 (43.2)                                                                                           | 9.7 (49.5)                                                                                           | 15.3 (59.5)                                                                                          | 20.8 (69.4)                                                                                          | 22.3 (72.1)                                                                                          | 24.1 (75.4)                                                                                          | 23.3 (73.9)                                                                                          | 21.7 (71.1)                                                                                          | 15.6 (60.1)                                                                                          | 9.0 (48.2)                                                                                           | 4.6 (40.3)                                                                                           | 3.3 (37.9)                                                                                           |
| Thấp kỉ lục °C (°F)                                                                                  | −2.2 (28.0)                                                                                          | −1.6 (29.1)                                                                                          | 3.4 (38.1)                                                                                           | 8.6 (47.5)                                                                                           | 14.6 (58.3)                                                                                          | 19.8 (67.6)                                                                                          | 17.8 (64.0)                                                                                          | 20.2 (68.4)                                                                                          | 13.6 (56.5)                                                                                          | 9.9 (49.8)                                                                                           | 2.1 (35.8)                                                                                           | −1.3 (29.7)                                                                                          | −2.2 (28.0)                                                                                          |
| Lượng mưa trung bình mm (inches)                                                                     | 18.1 (0.71)                                                                                          | 20.8 (0.82)                                                                                          | 12.3 (0.48)                                                                                          | 14.2 (0.56)                                                                                          | 27.7 (1.09)                                                                                          | 67.5 (2.66)                                                                                          | 218.8 (8.61)                                                                                         | 213.3 (8.40)                                                                                         | 107.7 (4.24)                                                                                         | 12.7 (0.50)                                                                                          | 5.5 (0.22)                                                                                           | 6.4 (0.25)                                                                                           | 725 (28.54)                                                                                          |
| Số ngày mưa trung bình                                                                               | 1.4                                                                                                  | 1.6                                                                                                  | 1.4                                                                                                  | 1.2                                                                                                  | 2.7                                                                                                  | 4.0                                                                                                  | 8.9                                                                                                  | 9.4                                                                                                  | 5.0                                                                                                  | 0.8                                                                                                  | 0.4                                                                                                  | 0.4                                                                                                  | 37.2                                                                                                 |
| Độ ẩm tương đối trung bình (%) (at 17:30 IST)                                                        | 56                                                                                                   | 48                                                                                                   | 36                                                                                                   | 24                                                                                                   | 25                                                                                                   | 42                                                                                                   | 62                                                                                                   | 67                                                                                                   | 59                                                                                                   | 43                                                                                                   | 44                                                                                                   | 54                                                                                                   | 47                                                                                                   |
| Nguồn 1: India Meteorological Department                                                             | | | | | | | | | | | | | |
| Nguồn 2: Tokyo Climate Center (mean temperatures 1991–2020);                                         | | | | | | | | | | | | | |

### Chất lượng không khí

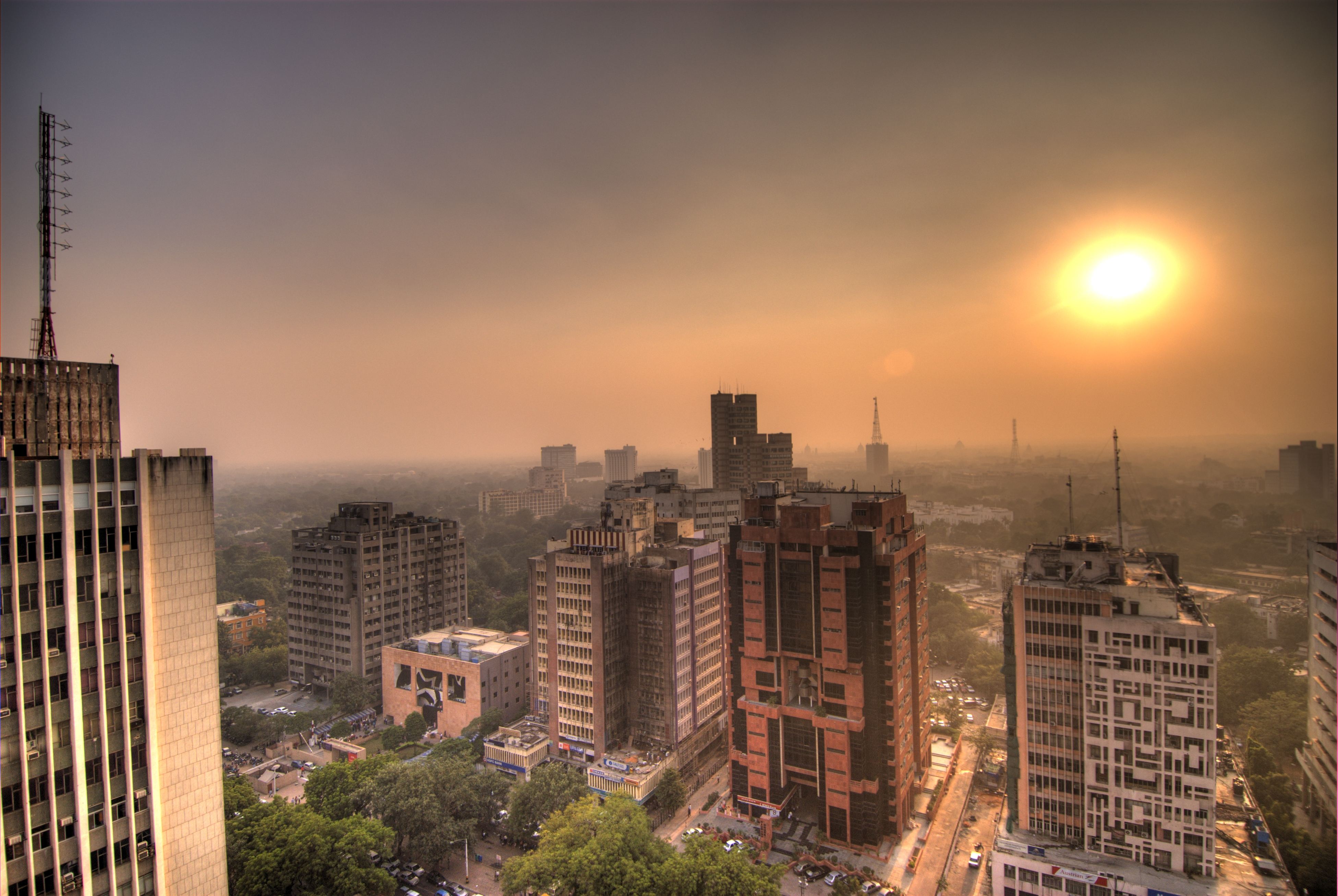
Khói bụi dày đặc ở Connaught Place, New Delhi.

Trong cuộc khảo sát chất lượng sống hàng năm 2015 của Mercer, New Delhi đứng ở vị trí thứ 154 trong số 230 thành phố do chất lượng không khí kém và ô nhiễm kém nặng. Tổ chức Y tế Thế giới đã xếp hạng New Delhi là thành phố ô nhiễm tồi tệ nhất thế giới vào năm 2014 trong số khoảng 1.600 thành phố mà tổ chức này theo dõi trên toàn thế giới. Năm 2016, Cơ quan bảo vệ môi trường Hoa Kỳ liệt kê New Delhi là thành phố ô nhiễm nhất trên Trái Đất
Trong nỗ lực giảm ô nhiễm không khí ở New Delhi, vốn trở nên tồi tệ hơn trong mùa đông, kế hoạch phân phối không gian đường thay thế cho ô tô sử dụng hệ thống biển số lẻ và số chẵn đã được chính quyền Delhi công bố vào tháng 12 năm 2015. Ngoài ra, xe tải đã được phép vào thủ đô của Ấn Độ chỉ sau 11 giờ đêm, muộn hơn hai giờ so với hạn chế hiện có. Kế hoạch hạn chế lái xe đã được lên kế hoạch để thực hiện thử nghiệm từ ngày 1 tháng 1 năm 2016 trong thời gian ban đầu là 15 ngày. Hạn chế đã có hiệu lực từ 8 giờ sáng đến 8 giờ tối và giao thông không bị hạn chế vào Chủ nhật. Dịch vụ giao thông công cộng đã tăng lên trong thời gian hạn chế.
Vào ngày 16 tháng 12 năm 2015, Tòa án Tối cao Ấn Độ đã yêu cầu một số phương án giải quyết đối với hệ thống giao thông của Delhi để hạn chế ô nhiễm. Trong số các biện pháp, tòa án đã ra lệnh ngừng đăng ký xe diesel và xe thể thao đa dụng có dung tích động cơ 2.000 cc và đến ngày 31 tháng 3 năm 2016. Tòa án cũng đã ra lệnh cho tất cả các xe taxi ở khu vực Delhi chuyển sang sử dụng khí nén tự nhiên trước ngày 1 tháng 3 năm 2016. Phương tiện giao thông hơn 10 năm tuổi đã bị cấm đi vào thủ đô.
Phân tích dữ liệu tốc độ xe theo thời gian thực từ Uber Delhi cho thấy trong chương trình chẵn lẻ, tốc độ trung bình tăng lên 5,4 phần trăm có ý nghĩa thống kê (độ lệch chuẩn 2,8 so với bình thường). Điều này có nghĩa là các phương tiện có thời gian rảnh rỗi ít hơn trong giao thông và động cơ xe sẽ chạy gần hơn với mức tiêu thụ nhiên liệu tối thiểu. "Ở các khu vực giáp ranh, mức PM 2.5 được ghi nhận hơn 400 (ug/m3) trong khi ở các khu vực bên trong Delhi, chúng được ghi nhận trung bình từ 150 đến 210." Tuy nhiên, phần phụ của Dwarka, nằm ở huyện phía tây nam, có mức độ ô nhiễm không khí thấp. Tại khuôn viên của Đại học NSIT, nằm trong khu vực 3 Dwarka, mức độ ô nhiễm thấp tới 93 PPM.
Vào ngày 7 tháng 11 năm 2017, Hiệp hội Y khoa Ấn Độ đã tuyên bố tình trạng khẩn cấp về sức khỏe cộng đồng do mức độ ô nhiễm cao. Nơi có mật độ ô nhiễm cao nhất là ở quận Bagh của Punjabi có Chỉ số chất lượng không khí là 999 và ở quận RK Puram có chỉ số 852. Chỉ số thấp nhất được ghi nhận là ở quận Anand Vihar với chỉ số là 319. Mức PM2.5 được ghi nhận ở mức 710 195g / m³, gấp hơn 11 lần giới hạn an toàn của Tổ chức Y tế Thế giới.
Trong một nghiên cứu năm 2018, New Delhi đã được xác định là thủ đô ô nhiễm nhất trong số 61 thành phố thủ đô trên thế giới.

## Nhân khẩu

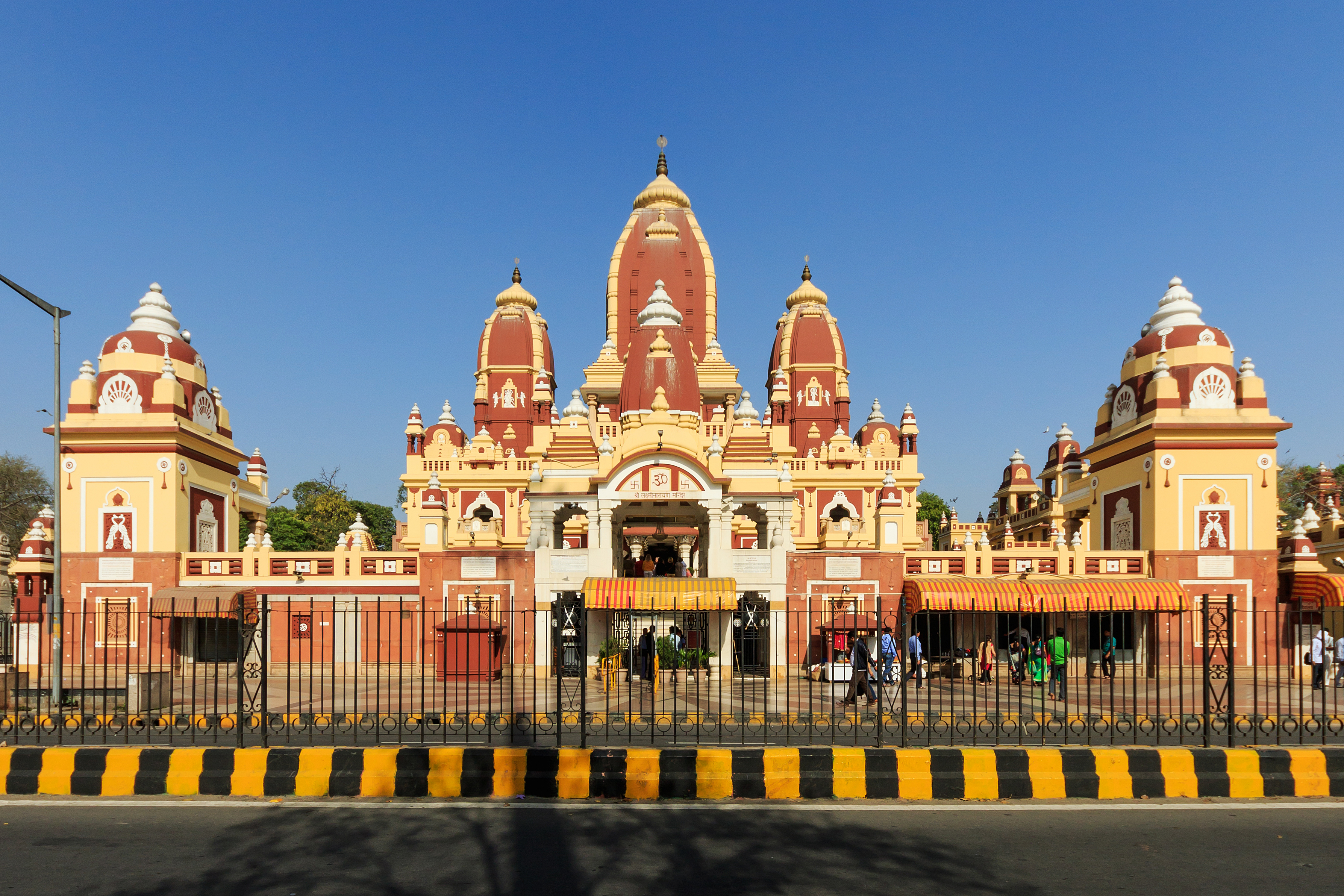
Laxminarayan là một đền thờ Ấn Độ giáo nổi tiếng tại New Delhi.

New Delhi có 257.803 cư dân (2011). Hindi là ngôn ngữ được nói phổ biến nhất tại New Delhi và là ngôn ngữ chung của thành phố. Tiếng Anh chủ yếu được sử dụng làm ngôn ngữ chính thức trong các tổ chức doanh nghiệp và chính phủ. New Delhi có tỷ lệ cư dân biết chữ đạt 89,38% theo điều tra nhân khẩu năm 2011, mức cao nhất tại Delhi.

### Tôn giáo

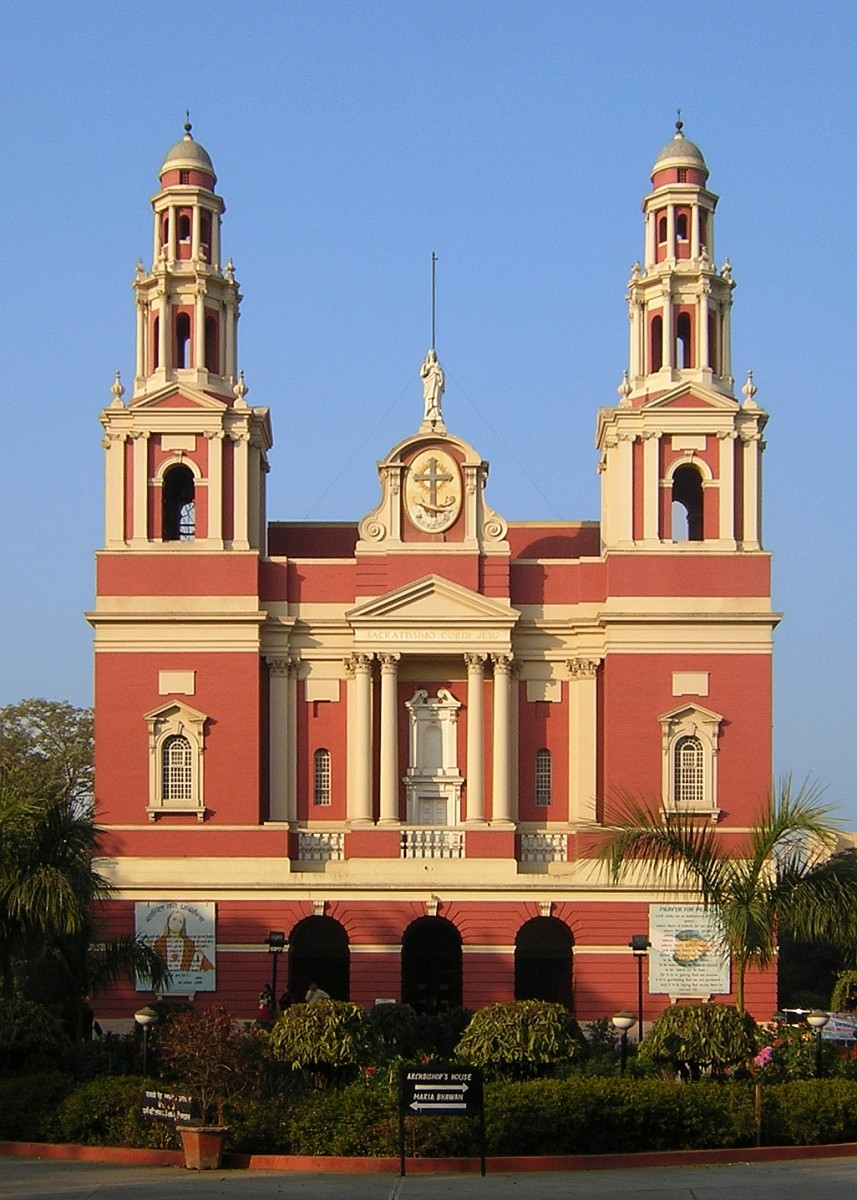
Nhà thờ Holy Heart là một nhà thờ Công giáo La Mã và được thiết kế bởi kiến trúc sư người Anh Henry Medd dựa trên kiến trúc Ý.

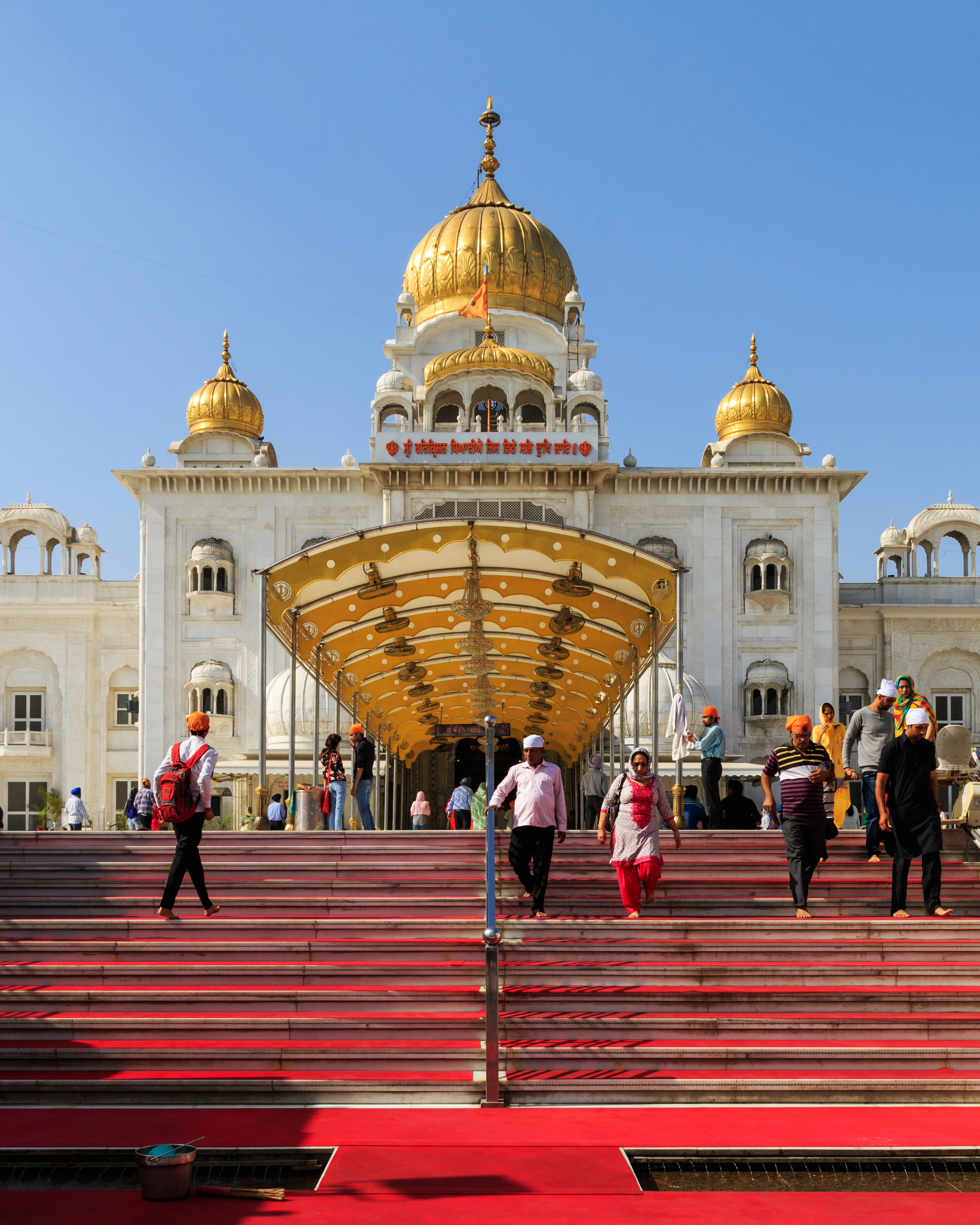
Gurudwara Bangla Sahib một đạo sư đạo Sikh ở New Delhi.

Ngoại trừ Ấn Độ giáo, tỷ lệ của các tôn giáo khác là khác nhau và tương đối thấp hơn ở New Delhi so với toàn bộ khu vực NCT. Theo số liệu thống kê năm 2011, Ấn Độ giáo là tôn giáo của 89,8% cư dân New Delhi. Cũng có các cộng đồng Hồi giáo (4,5%), Sikh (2,0%), Kỳ Na giáo (0,4%) và Cơ Đốc giáo (2,9%) tại Delhi. Các nhóm tôn giáo khác (2,5%) gồm Hỏa giáo, Phật giáo và Do Thái giáo.

## Chính phủ

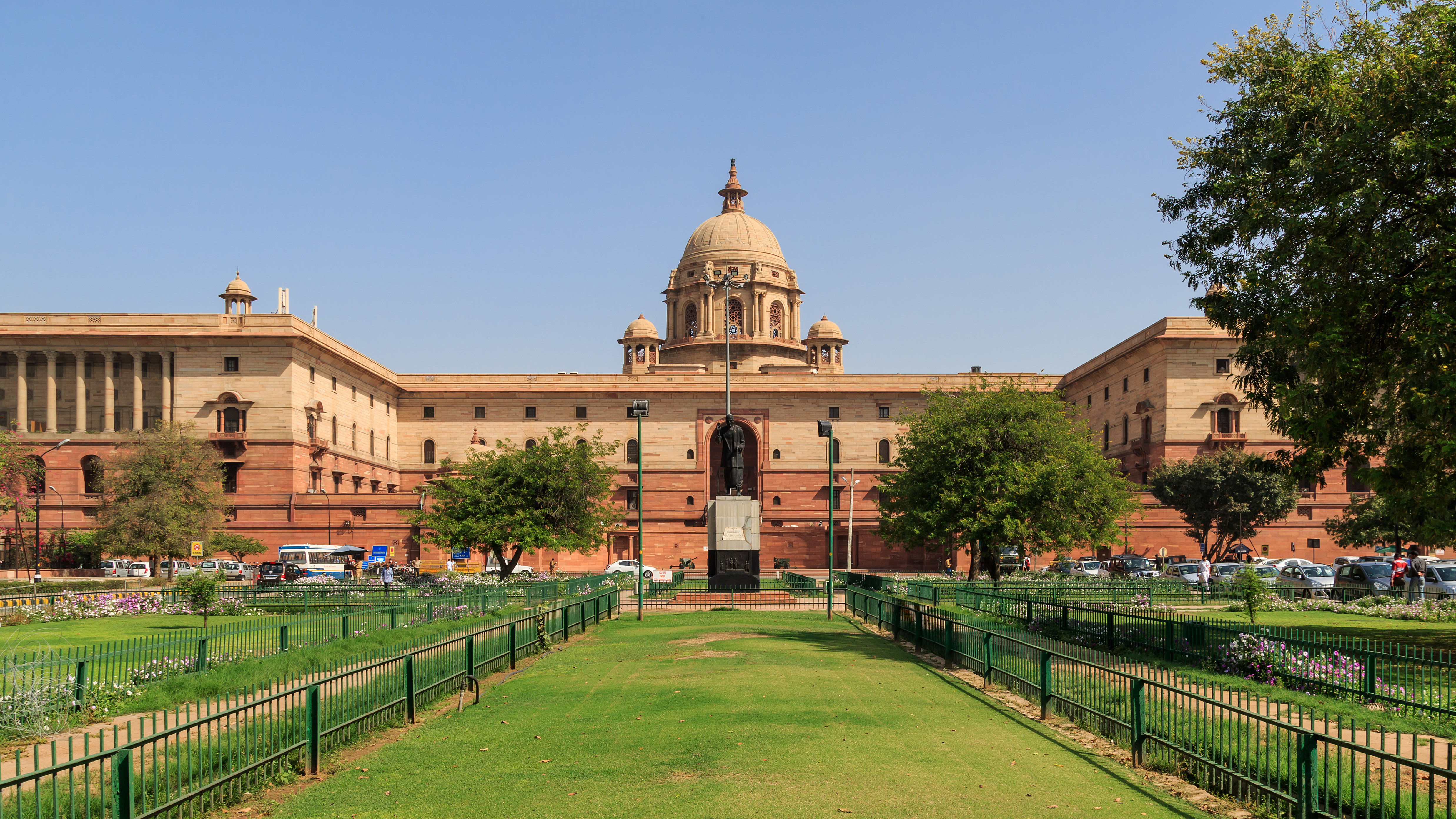
Tòa nhà Thư ký là trụ sở của các bộ Quốc phòng, Tài chính, Nội vụ và Ngoại vụ. Đây cũng là nơi có văn phòng của Thủ tướng.

Với vị thế thủ đô quốc gia của Ấn Độ, New Delhi đồng thời do chính phủ trung ương và chính phủ Delhi quản lý, đây cũng là thủ phủ của Lãnh thổ Thủ đô Quốc gia Delhi.
Tính đến  năm 2015, cấu trúc chính phủ của Hội đồng thành phố New Delhi bao gồm một chủ tịch, ba thành viên hội đồng lập pháp New Delhi, hai thành viên do Thủ hiến Delhi bổ nhiệm và năm thành viên do chính phủ trung ương bổ nhiệm.
Người đứng đầu của Delhi là Phó thống đốc Lãnh thổ Liên bang Delhi, do Tổng thống Ấn Độ bổ nhiệm theo khuyến nghị của chính phủ trung ương và chức vụ phần lớn mang tính nghi lễ, do Thủ hiến Lãnh thổ Liên bang Delhi là người đứng đầu chính phủ và được trao hầu hết quyền lực hành pháp. Theo hiến pháp Ấn Độ, nếu một luật do hội đồng lập pháp Delhi thông qua mâu thuẫn với bất kỳ luật nào do chính phủ Ấn Độ đưa ra, luật do quốc hội ban hành sẽ chiếm ưu thế.
New Delhi do một chính phủ đô thị quản lý, gọi là Hội đồng đô thị New Delhi (NDMC). Các khu vực đô thị khác của Delhi do Hội đồng đô thị Delhi (MCD) quản lý. Tuy nhiên, toàn bộ đô thị Delhi thường được gọi là New Delhi trái ngược với Old Delhi.

## Kinh tế

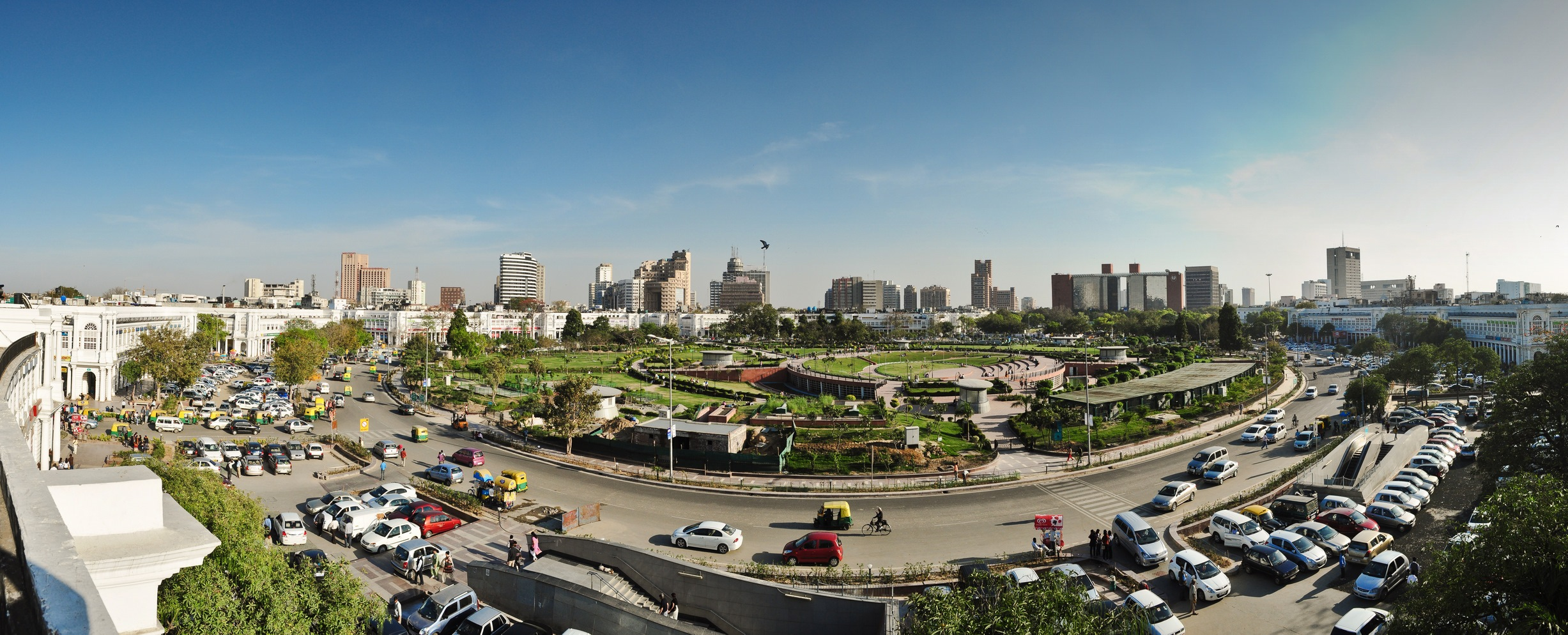
Connaught Place ở Delhi là một trung tâm kinh tế quan trọng của Vùng thủ đô quốc gia

New Delhi là thành phố thương nghiệp lớn nhất tại miền bắc Ấn Độ. Ước tính tổng sản phẩm nội địa bang ròng (năm tài chính 2010) là ₹1595 tỷ (US$25 billion) theo giá trị danh nghĩa và ~₹6800 tỷ (US$110 billion) theo giá trị sức mua tương đương. Tính đến  năm 2013, thu nhập bình quân đầu người của Delhi là 230.000 rupee, cao thứ hai tại Ấn Độ sau Goa. GSDP tại Delhi theo giá hiện hành vào năm 2012–13 ước tính đạt 3,88 nghìn tỷ rupee so với 3,11 nghìn tỷ rupee năm 2011–12.
Connaught Place là một trong các trung tâm thương nghiệp và tài chính lớn nhất Bắc Ấn Độ, nó nằm tại phần phía bắc của New Delhi. Các khu vực lân cận như Barakhamba Road, ITO cũng là các trung tâm thương nghiệp lớn. Các khu vực chính phủ và bán chính phủ là nơi cung cấp việc làm chủ yếu tại New Delhi. Lĩnh vực dịch vụ trong thành phố được phát triển một phần do lượng lao động Anh ngữ có kỹ năng đông đảo giúp thu hút nhiều công ty đa quốc gia. Các ngành dịch vụ chủ chốt bao gồm công nghệ thông tin, viễn thông, khách sạn, ngân hàng, truyền thông và du lịch.
Báo cáo Y tế Thế giới 2011 xếp hoạt động kinh tế tại New Delhi đứng thứ 39, song toàn thủ đô là 37, trên các thành phố như Jakarta và Johannesburg. New Delhi và Bắc Kinh cùng giữ vị trí đứng đầu về địa điểm bán lẻ thị trường mới nổi được nhắm mục tiêu nhất trong số các thị trường châu Á Thái Bình Dương.
Chính phủ Lãnh thổ Thủ đô Quốc gia Delhi không ban bố bất kỳ số liệu kinh tế nào riêng biệt về New Delhi, song phát hành một báo cáo kinh tế chính thức về toàn Delhi hàng năm. Theo Economic Survey of Delhi, khu vực đô thị đạt tổng sản phẩm nội địa bang thuần là 830,85 tỷ rupee (năm 2004–05) và thu nhập bình quân đầu người 53.976 rupee ($1.200). Năm 2008–09, New Delhi có thu nhập bình quân đầu người là 116.886 rupee ($2.595). Con số này tăng trưởng 16,2% và đạt 135.814 rupee ($3.018) vào năm tài chính 2009–10. GDP/người của New Delhi đạt $6.860 trong năm tài chính 2009–10, là một trong các thành phố giàu có nhất Ấn Độ. Lĩnh vực thứ ba đóng góp 78,4% cho tổng SDP của Delhi, tiếp đến là khu vực thứ hai và khu vực thứ nhất với lần lượt 20,2% và 1,4%.
Tổng sản phẩm nội địa bang (GSDP) của Delhi theo giá hiện hành của năm 2011–12 ước tính đạt 3,13 nghìn tỷ rupee, tăng 18,7% so với năm tài chính trước đó.

## Văn hóa
New Delhi là một thành phố quốc tế do sự hiện diện đa sắc tộc và đa văn hóa của hệ thống quan liêu và chính trị rộng lớn của Ấn Độ. Tình trạng thủ đô của thành phố đã khuếch đại tầm quan trọng của các sự kiện và ngày lễ quốc gia. Các sự kiện quốc gia như Ngày Cộng hòa, Ngày Độc lập và Gandhi Jayanti (sinh nhật của Gandhi) được tổ chức rất nhiệt liệt ở New Delhi và phần còn lại của Ấn Độ. Vào ngày quốc khánh Ấn Độ (15 tháng 8), Thủ tướng Ấn Độ sẽ diễn thuyết trước toàn quốc gia từ Pháo đài Đỏ. Hầu hết người Delhi ăn mừng ngày bằng cách thả diều, được coi là biểu tượng của tự do. Cuộc diễu hành Ngày Cộng hòa là một cuộc diễu hành văn hóa và quân sự lớn thể hiện sự đa dạng văn hóa và sức mạnh quân sự của Ấn Độ.
Các lễ hội tôn giáo bao gồm Diwali (lễ hội ánh sáng), Maha Shivaratri, Teej, Durga Puja, Mahavir Jayanti, Guru Nanak Jayanti, Holi, Lohri, Eid ul-Fitr, Eid ul-Adha, Raksha Bandhan và Giáng sinh. Lễ hội Qutub là một sự kiện văn hóa, trong đó các buổi biểu diễn của các nhạc sĩ và vũ công từ khắp Ấn Độ được trình diễn vào ban đêm, với Qutub Minar là bối cảnh được lựa chọn của sự kiện. Các sự kiện khác như Lễ hội thả diều, Lễ hội xoài quốc tế và Vasant Panchami (lễ hội mùa xuân) được tổ chức hàng năm tại Delhi.
Năm 2007, tổ chức Phật giáo Nhật Bản Nipponzan Myohoji đã quyết định xây dựng một ngôi chùa Hòa bình trong thành phố có chứa xá lợi Phật. Nó được khánh thành bởi Đức Đạt Lai Lạt Ma hiện tại.

### Di tích lịch sử, bảo tàng và công viên

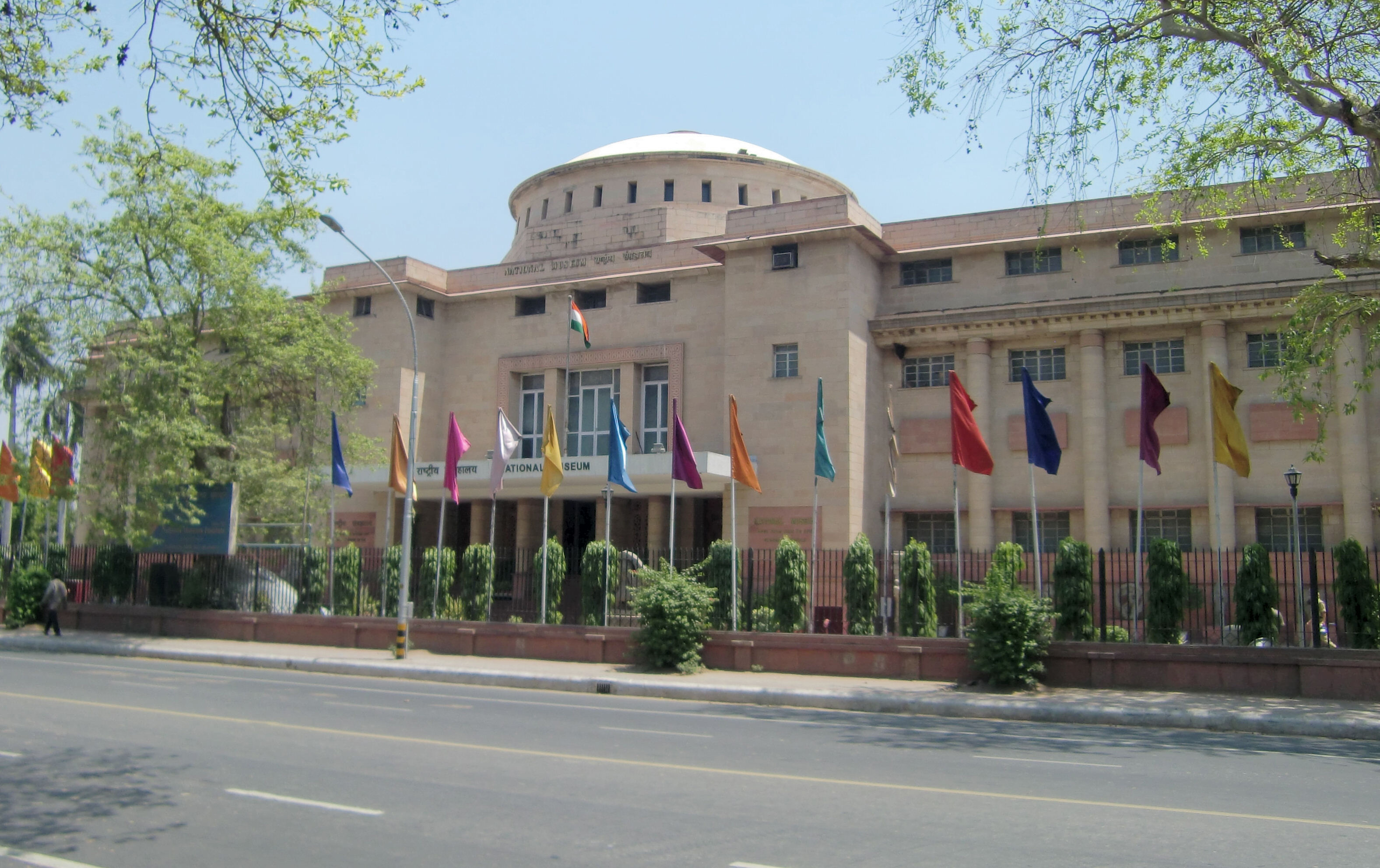
Bảo tàng quốc gia ở New Delhi là một trong những bảo tàng lớn nhất ở Ấn Độ.

New Delhi là nơi có một số di tích lịch sử và bảo tàng. Bảo tàng Quốc gia bắt đầu bằng một cuộc triển lãm nghệ thuật và đồ tạo tác Ấn Độ tại Học viện Hoàng gia ở Luân Đôn vào mùa đông năm 1947-48 sau đó đã được trưng bày tại Rashtrapati Bhawan năm 1949. Sau đó, nó đã hình thành vĩnh viễn Bảo tàng Quốc gia. Vào ngày 15 tháng 8 năm 1949, Bảo tàng Quốc gia chính thức được khánh thành và hiện có 200.000 tác phẩm nghệ thuật, cả nguồn gốc Ấn Độ và nước ngoài, trải qua hơn 5.000 năm.
Cổng Ấn Độ được xây dựng vào năm 1931 được lấy cảm hứng từ Khải Hoàn Môn ở Paris. Đây là di tích quốc gia của Ấn Độ tưởng niệm 90.000 binh sĩ của Quân đội Ấn Độ đã mất mạng khi chiến đấu cho Raj thuộc Anh trong chiến tranh thế giới thứ nhất và Chiến tranh Anh-Afghanistan lần thứ ba. Tượng đài hiện đang bị rào chắn với lối vào bên trong vòm bị hạn chế.
Rajpath được xây dựng tương tự như đại lộ Champs-Élysées ở Paris là đại lộ nghi lễ cho đất nước Cộng hòa Ấn Độ nằm ở New Delhi. Cuộc diễu hành Ngày Cộng hòa hàng năm diễn ra ở đây vào ngày 26 tháng 1. Khóa tu Beating diễn ra ở đây 2 ngày sau đó.

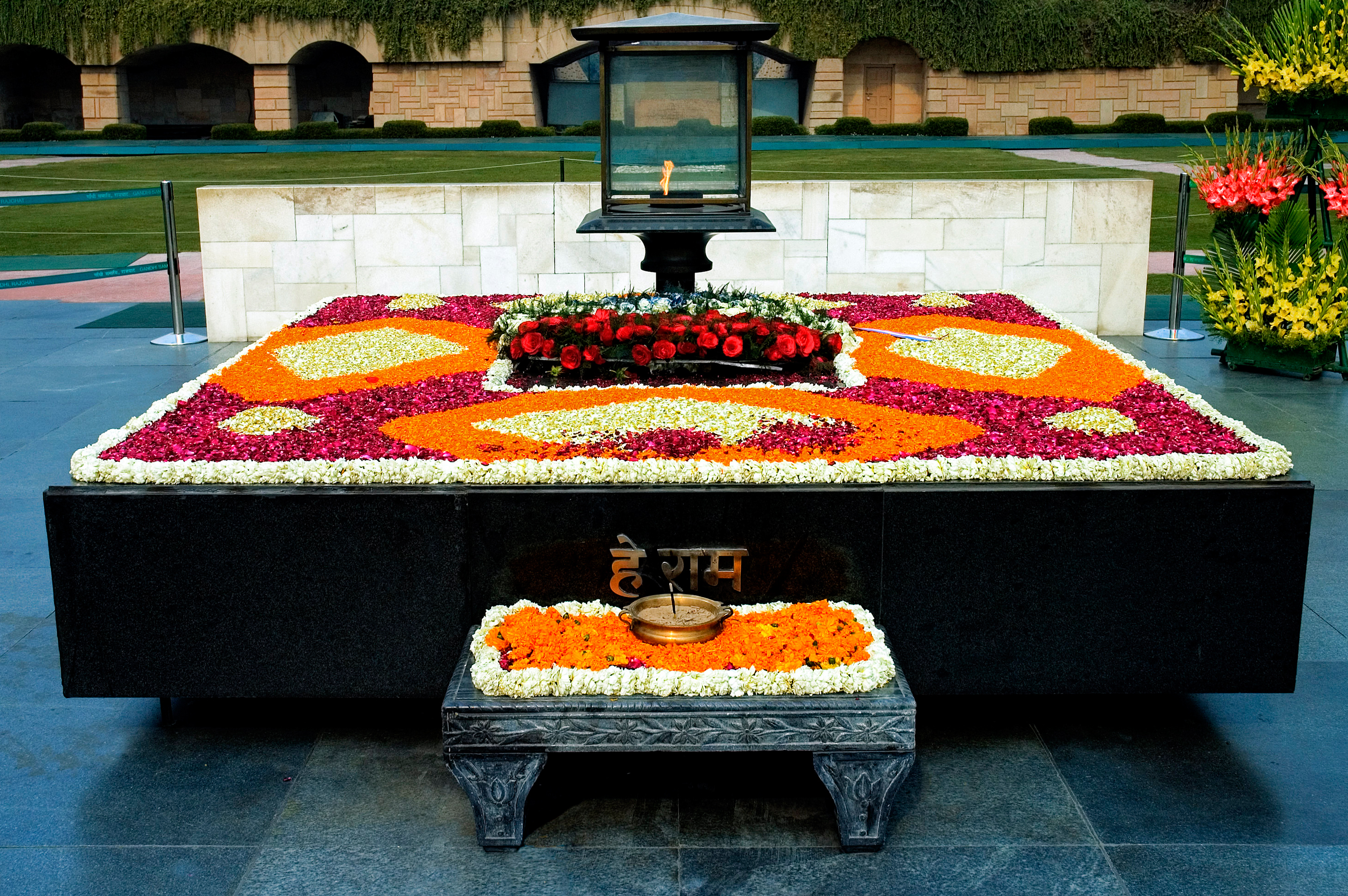
Rajghat, nơi an nghỉ cuối cùng của Mahatma Gandhi.

Gandhi Smriti ở New Delhi là nơi Mahatma Gandhi trải qua 144 ngày cuối đời và bị ám sát vào ngày 30 tháng 1 năm 1948. Rajghat là nơi Mahatma Gandhi được hỏa táng vào ngày 31 tháng 1 năm 1948 sau khi bị ám sát và tro cốt của ông bị chôn vùi. đây là nơi an nghỉ cuối cùng bên cạnh sự tôn nghiêm của sông Yamuna. Raj Ghat trong hình dạng của nền tảng vuông lớn với đá cẩm thạch đen được thiết kế bởi kiến trúc sư Vanu Bhuta.
Jantar Mantar nằm ở Connaught Place được xây dựng bởi Maharaja Jai Singh II của Jaipur. Nó bao gồm 13 công cụ thiên văn kiến trúc. Mục đích chính của đài thiên văn là biên soạn các bảng thiên văn, và dự đoán thời gian và chuyển động của mặt trời, mặt trăng và các hành tinh.
New Delhi là nơi có Bảo tàng Tưởng niệm Indira Gandhi, Phòng triển lãm Nghệ thuật Hiện đại Quốc gia, Bảo tàng Lịch sử Tự nhiên Quốc gia, Bảo tàng Đường sắt Quốc gia, Bảo tàng Thủ công mỹ nghệ Quốc gia, Bảo tàng Philatelic Quốc gia, Đài thiên văn Nehru, Bảo tàng Búp bê Quốc tế Shankar và Bảo tàng Tòa án Tối cao Ấn Độ.
Trong những năm tới, một Bảo tàng và Đài tưởng niệm Chiến tranh Quốc gia mới sẽ được xây dựng tại New Delhi với giá 4.000 triệu Rupee Ấn Độ (56 triệu đô la Mỹ).
New Delhi đặc biệt nổi tiếng với những khu vườn có cảnh quan đẹp có thể trông khá tuyệt đẹp vào mùa xuân. Lớn nhất trong số này bao gồm Công viên Phật Jayanti và Vườn Lodi lịch sử. Ngoài ra, còn có những khu vườn trong Khu nhà của Tổng thống, những khu vườn dọc theo Cổng Rajpath và Ấn Độ, những khu vườn dọc theo Đường Shanti, Vườn hồng, Công viên Nehru và Vườn Đường sắt ở Chanakya Puri. Cũng cần lưu ý là khu vườn nằm cạnh ga tàu điện ngầm Jangpura gần cầu vượt Defense Colony, cũng như khu vực bùng binh và khu phố trong toàn thành phố.
Khu vực Hội đồng thành phố New Delhi (NDMC) được tuyên bố là sạch nhất ở Bắc Ấn Độ, dựa trên quản lý chất thải rắn, tiếp cận vệ sinh và các thông số khác về độ sạch, theo Swachh Surveykshan 2017.

## Giao thông

### Đường hàng không
Sân bay quốc tế Indira Gandhi, nằm ở phía tây nam Delhi, là cửa ngõ chính cho giao thông hàng không dân dụng trong nước và quốc tế của thành phố. Trong những năm 2012-13, sân bay đã được sử dụng bởi hơn 35 triệu hành khách, khiến nó trở thành một trong những sân bay bận rộn nhất ở Nam Á. Nhà ga số 3, trị giá 96,8 tỷ đô la (1,3 tỷ đô la Mỹ) để xây dựng từ năm 2007 đến 2010, xử lý thêm 37 triệu hành khách mỗi năm.
Câu lạc bộ bay Delhi, được thành lập năm 1928 với hai máy bay de Havilland Moth tên là Delhi và Roshanara, có trụ sở tại sân bay Safdarjung bắt đầu hoạt động vào năm 1929, khi đó là sân bay duy nhất của Delhi và thứ hai ở Ấn Độ. Sân bay hoạt động cho đến năm 2001, tuy nhiên vào tháng 1 năm 2002, chính phủ đã đóng cửa sân bay vì các hoạt động bay vì lo ngại về an ninh sau các cuộc tấn công ở New York vào tháng 9 năm 2001. Kể từ đó, câu lạc bộ chỉ thực hiện các khóa học bảo dưỡng máy bay, và được sử dụng cho trực thăng lái đến sân bay quốc tế Indira Gandhi cho VIP bao gồm cả tổng thống và thủ tướng.
Năm 2010, sân bay quốc tế Indira Gandhi (IGIA) đã được trao giải thưởng sân bay tốt thứ tư trên thế giới trong hạng mục 15-25 triệu và sân bay cải tiến tốt nhất ở khu vực châu Á-Thái Bình Dương bởi International Board International. Sân bay được đánh giá là sân bay tốt nhất thế giới trong hạng mục 25-40 triệu hành khách năm 2015, bởi Hội đồng sân bay quốc tế. Sân bay Delhi cũng có hai giải thưởng cho Sân bay tốt nhất ở Trung Á/Ấn Độ và Nhân viên sân bay tốt nhất ở Trung Á/Ấn Độ tại Giải thưởng Sân bay Thế giới Skytrax 2015.

### Đường bộ
New Delhi có một trong những hệ thống vận tải xe buýt lớn nhất Ấn Độ. Xe buýt được vận hành bởi Tập đoàn Giao thông Vận tải Delhi (DTC) thuộc sở hữu nhà nước, công ty sở hữu đội xe buýt chạy bằng khí nén tự nhiên (CNG) lớn nhất thế giới. Phương tiện cá nhân đặc biệt là ô tô cũng tạo thành một khối lớn các phương tiện đi lại trên đường ở New Delhi. New Delhi có số lượng xe đăng ký cao nhất so với bất kỳ thành phố đô thị nào khác ở Ấn Độ. Taxi và Auto Rickshaws cũng miệt mài trên những con đường ở New Delhi với số lượng lớn. New Delhi có một trong những mật độ đường cao nhất ở Ấn Độ và tốc độ xe trung bình là khoảng 15–20 km/giờ vào giờ cao điểm trong thành phố.
Một số đường và đường cao tốc đóng vai trò là trụ cột quan trọng của cơ sở hạ tầng đường bộ của New Delhi:
- Đường vành đai trong là một trong những "đường cao tốc tiểu bang" quan trọng nhất ở New Delhi. Đó là một con đường vòng dài 51 km, kết nối các khu vực quan trọng ở New Delhi. Do có hơn 2 chục dải phân cách/cầu vượt, con đường gần như không có đèn tín hiệu.
- Đường vành đai ngoài là một động mạch lớn khác ở New Delhi nối liền các khu vực xa xôi của Delhi.
- Đường bay trực tiếp Delhi Noida (Đường bay DND) là đường cao tốc có kiểm soát truy cập tám làn đường nối liền New Delhi và Delhi đến Noida (một thành phố vệ tinh quan trọng của Uttar Pradesh). Từ viết tắt DND là viết tắt của "Delhi-Noida Direct".
- Đường cao tốc Delhi Gurgaon là đường cao tốc 28 km (17 mi) nối New Delhi đến Gurgaon, một thành phố vệ tinh quan trọng của Haryana.

Đường cao tốc Delhi Faridabad được kiểm soát trên đường cao tốc có kết nối từ New Delhi đến Faridabad, một thành phố vệ tinh quan trọng của Haryana.

#### Quốc lộ kết nối với thành phố
New Delhi được kết nối bằng đường bộ đến phần còn lại của Ấn Độ thông qua các quốc lộ:
- Quốc lộ 19 (Ấn Độ) (số cũ: NH 2), thường được gọi là Đường Delhi-Kolkata là một trong những con đường quốc lộ bận rộn nhất Ấn Độ, chạy qua các bang Delhi, Haryana, Uttar Pradesh, Bihar, Jharkhand và Tây Bengal.
- Quốc lộ 44 (Ấn Độ) là Quốc lộ nối Srinagar với Kanyakumari và đi qua Delhi.
- Quốc lộ 48 (Ấn Độ) là Quốc lộ nối New Delhi với Chennai.
- Quốc lộ 9 (Ấn Độ) là Quốc lộ kết nối Malout ở Punjab với Pithoragarh ở Uttarakhand và đi qua Delhi.

### Đường sắt
New Delhi là một ngã ba lớn trong mạng lưới đường sắt Ấn Độ và là trụ sở của Đường sắt phía Bắc. Năm ga đường sắt chính là ga đường sắt New Delhi, Old Delhi, Ga xe lửa Nizamuddin, Ga xe lửa Anand Vihar và Sarai Rohilla. Delhi Metro, một hệ thống vận chuyển nhanh chóng được xây dựng và vận hành bởi Delhi Metro Rail Corporation (DMRC), phục vụ nhiều vùng của Delhi và các thành phố lân cận Faridabad, Gurgaon, Noida và Ghaziabad. Tính đến tháng 12 năm 2016, tàu điện ngầm bao gồm sáu tuyến chuyền hoạt động với tổng chiều dài 213 km (132 mi) và 160 trạm. Một số dòng khác đang được xây dựng và dự kiến sẽ được đưa vào vận hành vào năm 2017 thêm 150 km nữa. Nó phục vụ gần 3 triệu hành khách mỗi ngày. Ngoài Delhi Metro, một tuyến đường sắt ngoại ô, Đường sắt ngoại ô Delhi tồn tại.

### Metro

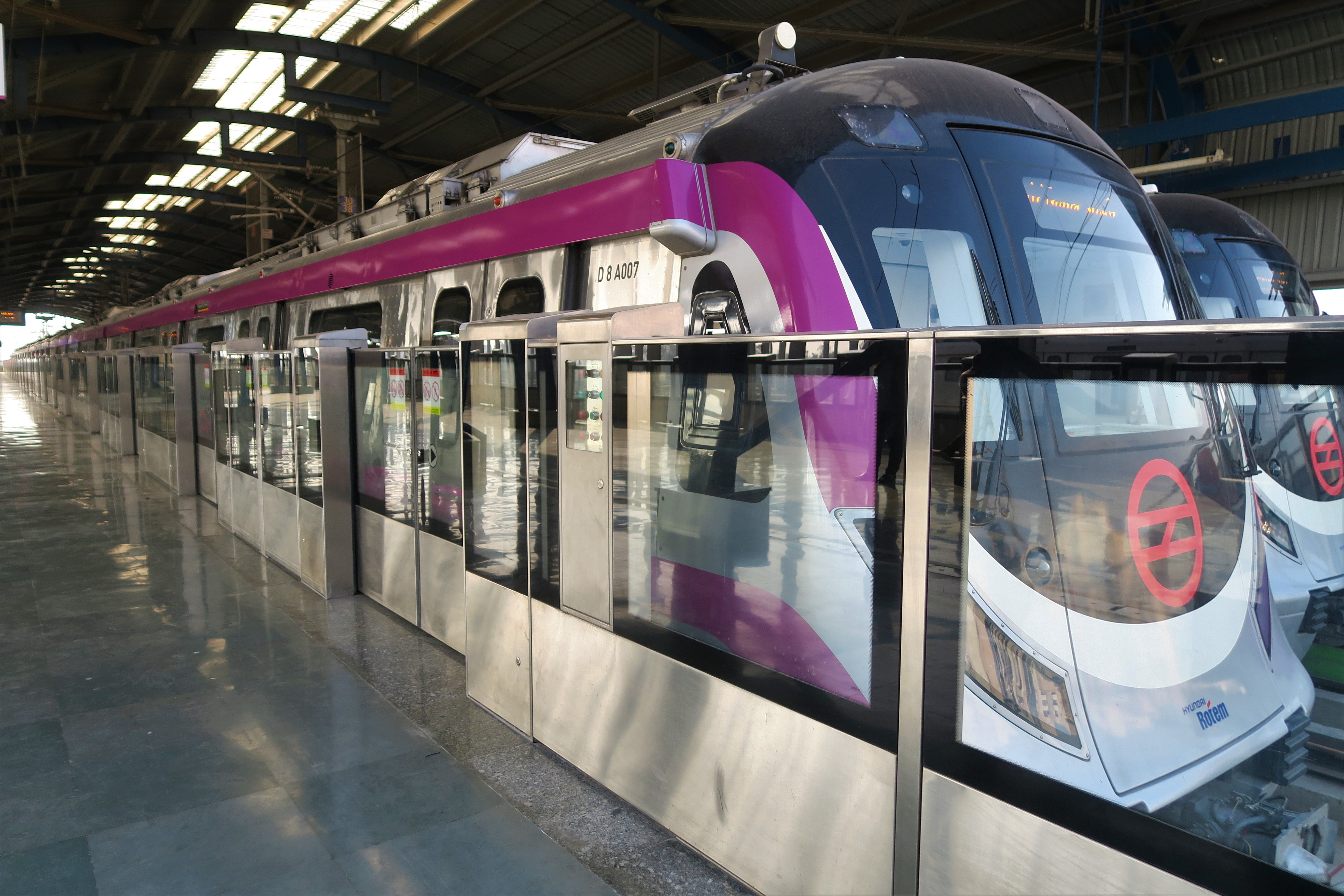
Delhi Metro.

Tàu điện ngầm Delhi Metro là một hệ thống vận chuyển nhanh chóng phục vụ New Delhi, Delhi, Gurgaon, Faridabad, Noida và Ghaziabad tại Vùng thủ đô quốc gia Ấn Độ. Delhi Metro là hệ thống tàu điện ngầm lớn thứ 12 trên thế giới về chiều dài. Delhi Metro là hệ thống giao thông công cộng hiện đại đầu tiên của Ấn Độ, đã cách mạng hóa việc đi lại bằng cách cung cấp một phương tiện giao thông nhanh chóng, đáng tin cậy, an toàn và thoải mái. Hiện nay, mạng lưới Metro Delhi bao gồm 296 km (184 dặm) của ca khúc, với 160 trạm cùng với sáu trạm nhiều Airport Express Link. Mạng hiện đã vượt qua ranh giới Delhi để đến NOIDA và Ghaziabad ở Uttar Pradesh, Gurgaon và Faridabad ở Haryana. Tất cả các nhà ga đều có thang cuốn, thang máy và gạch xúc giác để hướng dẫn người khiếm thị từ lối vào nhà ga đến tàu hỏa. Nó có một sự kết hợp của các đường cao, ngang, và ngầm, và sử dụng cả hai máy cán khổ rộng và tiêu chuẩn. Bốn loại cổ phiếu được sử dụng: Máy đo rộng Mitsubishi-ROTEM, Bombardier MOVIA, Máy đo tiêu chuẩn Mitsubishi-ROTEM và Máy đo tiêu chuẩn CAF Beasain. Theo một nghiên cứu, Delhi Metro đã giúp loại bỏ khoảng 390.000 phương tiện khỏi đường phố Delhi.
Delhi Metro đang được xây dựng và vận hành bởi Delhi Metro Rail Corporation Limited (DMRC), một công ty nhà nước với sự tham gia công bằng từ Chính phủ Ấn Độ và Chính phủ Lãnh thổ thủ đô quốc gia Delhi. Tuy nhiên, tổ chức này chịu sự kiểm soát hành chính của Bộ Phát triển Đô thị, Chính phủ Ấn Độ. Bên cạnh việc xây dựng và vận hành tàu điện ngầm Delhi, DMRC còn tham gia vào việc lập kế hoạch và triển khai các dự án đường sắt, tàu điện ngầm và đường sắt cao tốc ở Ấn Độ và cung cấp dịch vụ tư vấn cho các dự án tàu điện ngầm khác trong nước cũng như nước ngoài. Dự án Delhi Metro được Padma Vibhushan E. Sreedharan, giám đốc điều hành của DMRC dẫn đầu và được biết đến với cái tên "Người đàn ông Metro" của Ấn Độ. Ông đã từ chức từ DMRC, chịu trách nhiệm cho một vụ sập cầu tàu điện ngầm, làm chết 5 người. Sreedharan đã được Chính phủ Pháp trao tặng danh hiệu Legion of Honor danh tiếng cho những đóng góp của ông cho Delhi Metro.

## Cảnh quan thành phố

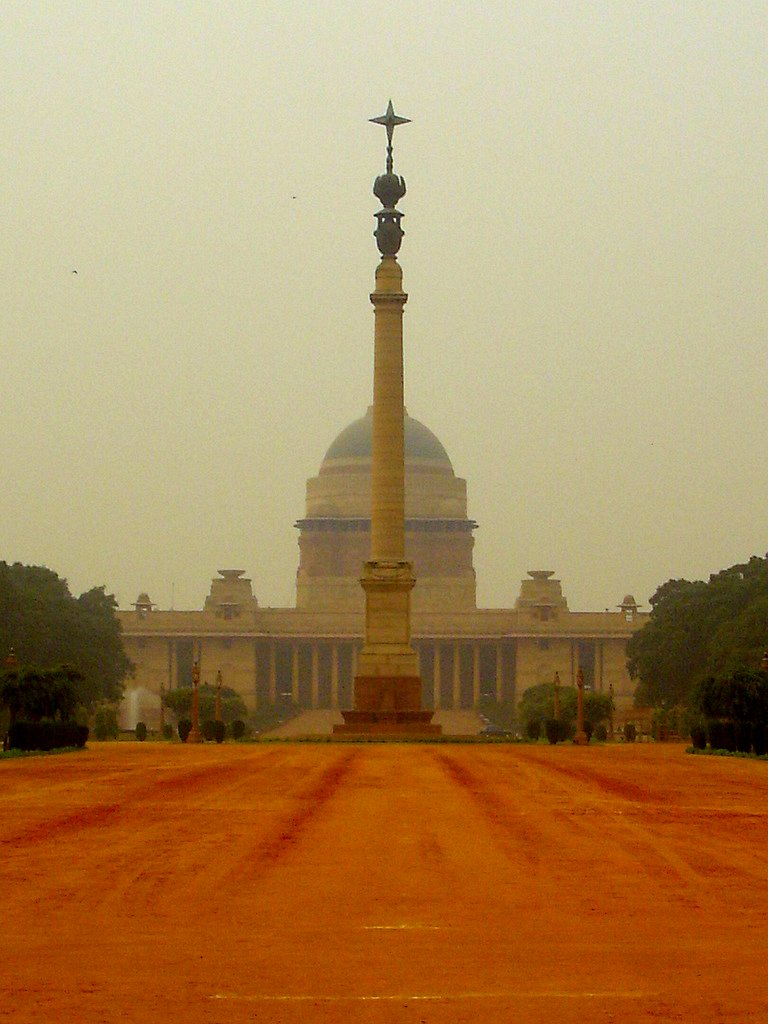
Rashtrapati Bhavan là nơi ở chính thức của Tổng thống Ấn Độ và là nơi cư trú lớn nhất của bất kỳ nguyên thủ quốc gia nào trên thế giới.

Phần lớn New Delhi, được lên kế hoạch bởi kiến trúc sư hàng đầu của Anh thế kỷ 20 Edwin Lutyens, được đặt làm khu vực hành chính trung tâm của thành phố như một minh chứng cho tham vọng đế quốc của Anh. New Delhi được cấu trúc xung quanh hai lối đi dạo trung tâm được gọi là Rajpath và Janpath. Rajpath, hay King Way, trải dài từ Rashtrapati Bhavan đến Cổng Ấn Độ. Janpath (tiếng Hindi: "Con đường của mọi người"), trước đây là Queen's Way, bắt đầu tại Connaught Circus và cắt Rajpath ở góc phải. 19 đại sứ quán nước ngoài được đặt tại khu Chaiipath gần đó (tiếng Hindi: "Con đường hòa bình"), khiến nó trở thành khu vực ngoại giao lớn nhất ở Ấn Độ.
Ở trung tâm của thành phố là Rashtrapati Bhavan tráng lệ (trước đây gọi là Nhà của Viceroy) nằm trên đỉnh đồi Raisina. Ban thư ký, nơi đặt các bộ của Chính phủ Ấn Độ, rời khỏi Rashtrapati Bhavan. Tòa nhà Quốc hội, được thiết kế bởi Herbert Baker, tọa lạc tại Sansad Marg, chạy song song với Rajpath. Connaught Place là một khu thương mại lớn, hình tròn ở New Delhi, được mô phỏng theo Lưỡi liềm Hoàng gia ở Anh. Mười hai con đường riêng biệt dẫn ra khỏi vòng ngoài của Connaught Place, một trong số đó là Janpath.

### Kiến trúc
Kế hoạch thị trấn New Delhi, giống như kiến trúc của nó, đã được chọn với một sự cân nhắc chính duy nhất: là một biểu tượng của quyền lực và quyền lực tối cao của Anh. Tất cả các quyết định khác đều phụ thuộc vào điều này, và chính khuôn khổ này đã quyết định sự lựa chọn và áp dụng hệ thống ký hiệu và ảnh hưởng từ cả kiến trúc Ấn Độ giáo và Hồi giáo.
Mất khoảng 20 năm để xây dựng thành phố từ năm 1911. Nhiều yếu tố của kiến trúc New Delhi mượn từ các nguồn bản địa; tuy nhiên, chúng phù hợp với truyền thống cổ điển/Palladian của Anh. Việc có bất kỳ đặc điểm bản địa nào trong thiết kế là do sự kiên trì và thúc giục của cả Viceroy Lord Hardinge và các nhà sử học như E.B. Havell.

## Thể thao

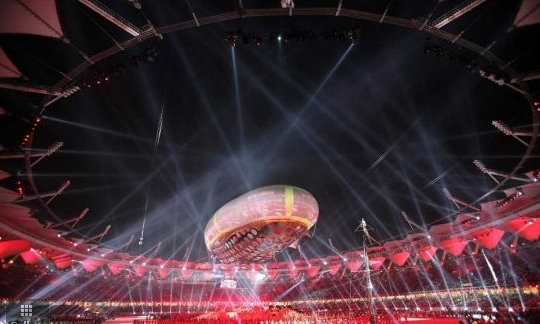
Lễ khai mạc Đại hội thể thao Khối thịnh vượng chung năm 2010 tại Sân vận động Jawaharlal Nehru. Ở phía trước là một chiếc tàu khinh khí cầu.

Thành phố đã tổ chức Đại hội Thể thao Khối thịnh vượng chung năm 2010 và hàng năm tổ chức cuộc đua chân Delhi Half Marathon. Thành phố trước đây đã tổ chức Đại hội Thể thao châu Á 1951 và Đại hội Thể thao châu Á 1982. New Delhi đã quan tâm trong việc đấu thầu Thế vận hội châu Á 2019 nhưng đã bị chính phủ từ chối vào ngày 2 tháng 8 năm 2010 trong bối cảnh các cáo buộc tham nhũng trong Đại hội Khối thịnh vượng chung năm 2010.
Các địa điểm thể thao lớn ở New Delhi bao gồm Sân vận động Jawaharlal Nehru, Sân vận động Ambedkar, Sân vận động trong nhà Indira Gandhi, Sân vận động Feroz Shah Kotla, R.K. Khu phức hợp quần vợt Khanna, Sân vận động quốc gia Dhyan Chand và Khu liên hợp thể thao Pháo đài Siri.

## Các quan hệ và tổ chức quốc tế
Thành phố này là nơi có nhiều tổ chức quốc tế. Trung tâm Chuyển giao Công nghệ Châu Á và Thái Bình Dương của UNESCAP phục vụ khu vực Châu Á - Thái Bình Dương có trụ sở tại New Delhi. New Delhi là nơi đặt trụ sở của hầu hết các văn phòng khu vực của Liên Hợp Quốc tại Ấn Độ là UNDP, UNODC, UNESCO, UNICEF, WFP, UNV, UNCTAD, FAO, UNFPA, WHO, World Bank, ILO, IMF, UNIFEM, IFC và UNAIDS. Đại diện UNHCR tại Ấn Độ cũng được đặt tại thành phố.
New Delhi tổ chức 145 đại sứ quán nước ngoài và thẩm quyền cao.

### Hội nghị thượng đỉnh và hội nghị
Hội nghị Liên hợp quốc về Thương mại và Phát triển đã tổ chức hội nghị họp lần thứ hai vào năm 1968 tại New Delhi.
New Delhi đã tổ chức Hội nghị thượng đỉnh NAM lần thứ 7 năm 1983, Hội nghị thượng đỉnh BRICS lần thứ 4 năm 2012 và Hội nghị thượng đỉnh IBSA năm 2015. Nó cũng sẽ tổ chức Hội nghị toàn cầu lần thứ 5 về CyberSpace vào tháng 11 năm 2017. Ấn Độ cũng sẽ tổ chức hội nghị thượng đỉnh G20 vào năm 2022 tại New Delhi.